# Sergej Šustikov
Sergej Viktorovič Šustikov (in russo Сергей Викторович Шустиков?, Sergej Viktorovič Šustikov; Mosca, 30 settembre 1970 – Mosca, 7 gennaio 2016) è stato un calciatore e allenatore di calcio russo fino al 1991 sovietico, di ruolo centrocampista.

## Biografia
Anche suo omonimo figlio ha intrapreso la carriera di calciatore.
È deceduto nel 2016 all'età di 45 anni a seguito di un infarto.

## Statistiche

### Cronologia presenze e reti in Nazionale
| Cronologia completa delle presenze e delle reti in nazionale ― Comunità degli Stati Indipendenti | Cronologia completa delle presenze e delle reti in nazionale ― Comunità degli Stati Indipendenti | Cronologia completa delle presenze e delle reti in nazionale ― Comunità degli Stati Indipendenti | Cronologia completa delle presenze e delle reti in nazionale ― Comunità degli Stati Indipendenti | Cronologia completa delle presenze e delle reti in nazionale ― Comunità degli Stati Indipendenti | Cronologia completa delle presenze e delle reti in nazionale ― Comunità degli Stati Indipendenti | Cronologia completa delle presenze e delle reti in nazionale ― Comunità degli Stati Indipendenti | Cronologia completa delle presenze e delle reti in nazionale ― Comunità degli Stati Indipendenti |
| Data                                                                                             | Città                                                                                            | In casa                                                                                          | Risultato                                                                                        | Ospiti                                                                                           | Competizione                                                                                     | Reti                                                                                             | Note                                                                                             |
| ------------------------------------------------------------------------------------------------ | ------------------------------------------------------------------------------------------------ | ------------------------------------------------------------------------------------------------ | ------------------------------------------------------------------------------------------------ | ------------------------------------------------------------------------------------------------ | ------------------------------------------------------------------------------------------------ | ------------------------------------------------------------------------------------------------ | ------------------------------------------------------------------------------------------------ |
| 2-2-1992                                                                                         | Pontiac                                                                                          | Stati Uniti                                                                                      | 2 – 1                                                                                            | Comunità degli Stati Indipendenti                                                                | Amichevole                                                                                       | -                                                                                                | 77’                                                                                              |
| 12-2-1992                                                                                        | Gerusalemme                                                                                      | Israele                                                                                          | 1 – 2                                                                                            | Comunità degli Stati Indipendenti                                                                | Amichevole                                                                                       | -                                                                                                |                                                                                                  |
| Totale                                                                                           |                                                                                                  | Presenze                                                                                         | 2                                                                                                |                                                                                                  | Reti                                                                                             | 0                                                                                                |                                                                                                  |